# Teorema de Cantor-Bernstein-Schröder
El teorema de Schröder y Bernstein establece un criterio para establecer si existe una función biyectiva entre dos conjuntos cualesquiera A y B:
Para cualquier conjunto A y B, si existe una función inyectiva de A en B y existe una función inyectiva de B en A, entonces existe una correspondencia biunívoca entre B y A. Formalmente:

{\displaystyle \exists f,g\ (f:A\to B\land g:B\to A)\ \land \ (f,g\ {\mbox{inyectivas}})\Rightarrow \exists h\ (h:A\to B)\ \land \ (h\ {\mbox{biyectiva}})}

El teorema puede parecer trivial para conjuntos finitos, pero el enunciado del teorema se cumple para conjuntos de cualquier cardinalidad. El teorema resulta útil en muchos casos para poder determinar si un conjunto tiene la misma cardinalidad que otro conjunto, ya que dos conjuntos tienen la misma cardinalidad justo cuando existe una correspondencia biunívoca entre ellos.

## Aplicaciones
El teorema de Cantor-Schröder-Bernstein permite definir correctamente la cardinalidad como clase de equivalencia ya que como punto de partida de la relación de orden "tener más elementos que" se toma:

{\displaystyle |A|\leq |B|\Leftrightarrow \exists f\ (f:A\to B)\ \land \ (f\ {\mbox{es inyectiva}})}

Obviamente se espera que la relación binaria anterior sea antisimétrica, es decir:

{\displaystyle |A|\leq |B|\ \land \ |B|\leq |A|\Rightarrow |B|=|A|}

Pero eso, es lo que el teorema de Cantor-Shröder-Bernstein precisamente afirma, a saber, que se da la implicación anterior, con lo cual la relación binaria efectivamente es antisimétrica.

## Demostración
Considérese el conjunto potencia de A y defínase la siguiente aplicación hp sobre dicho conjunto:

{\displaystyle h_{p}:{\mathcal {P}}(A)\to {\mathcal {P}}(A),\qquad h_{p}(U)=A-g[B-f[U]]}

Donde:
{\displaystyle Y-X:=\{x\ |\ x\in Y\ \land \ x\notin X\}}
{\displaystyle f[U]:=\{y\in B\ |\ \exists x\in U,f(x)=y\}}
Primero debe probarse que la aplicación hp anterior tiene un punto fijo. Para ello se considera la colección de conjuntos:

{\displaystyle {\mathcal {U}}:=\{U\in {\mathcal {P}}(A)|U\subset h_{p}(U)\}}

Y se considera la unión de conjuntos de la colección anterior, que por la propia de definición de la colección {\displaystyle {\mathcal {U}}} se tiene que:

{\displaystyle W:=\bigcup _{U\in {\mathcal {U}}}U\subset \bigcup _{U\in {\mathcal {U}}}h_{p}(U)\subset h_{p}(W)}

Para probar que {\displaystyle \scriptstyle W=h_{p}(W)} falta probar la inclusión recíproca para ello se tiene que:

{\displaystyle W\subset h_{p}(W)\Rightarrow h_{p}(W)\subset h_{p}(h_{p}(W)))\Rightarrow h_{p}(W)\in {\mathcal {U}}\Rightarrow h_{p}(W)\subset W}

Y por tanto queda probado que el conjunto W es un punto fijo de la aplicación hp, para demostrar el teorema de Cantor-Schröder-Bernstein falta definir la biyección explícitamente. Consideremos, por ejemplo:

{\displaystyle h(x):={\begin{cases}f(x)&x\in W\\g^{-1}(x)&x\notin W\end{cases}}}

Puede comprobarse que la aplicación {\displaystyle \scriptstyle h:A\to B} así definida es la biyección buscada.
- Datos: Q1033910
- Multimedia: Schröder-Bernstein theorem / Q1033910